# Marjorie Hyams
Marjorie –Margie i Marjie– Hyams (Nova York, 9 d'agost de 1920 – Arcadia (Califòrnia), 14 de juny de 2012) va ser una música de jazz estatunidenca, vibrafonista, pianista, bateria i arranjadora musical. Va començar la seva carrera com a vibrafonista en la dècada de 1940, tocant amb Woody Herman (des de 1944 a 1945), els Hip Chicks (1945), Mary Lou Williams (1946), Charlie Ventura (1946), George Shearing (des de 1949 a 1950), i va portar els seus propis grups, incloent un trio, que es mantingué des de 1945 fins a 1948.

## Carrera

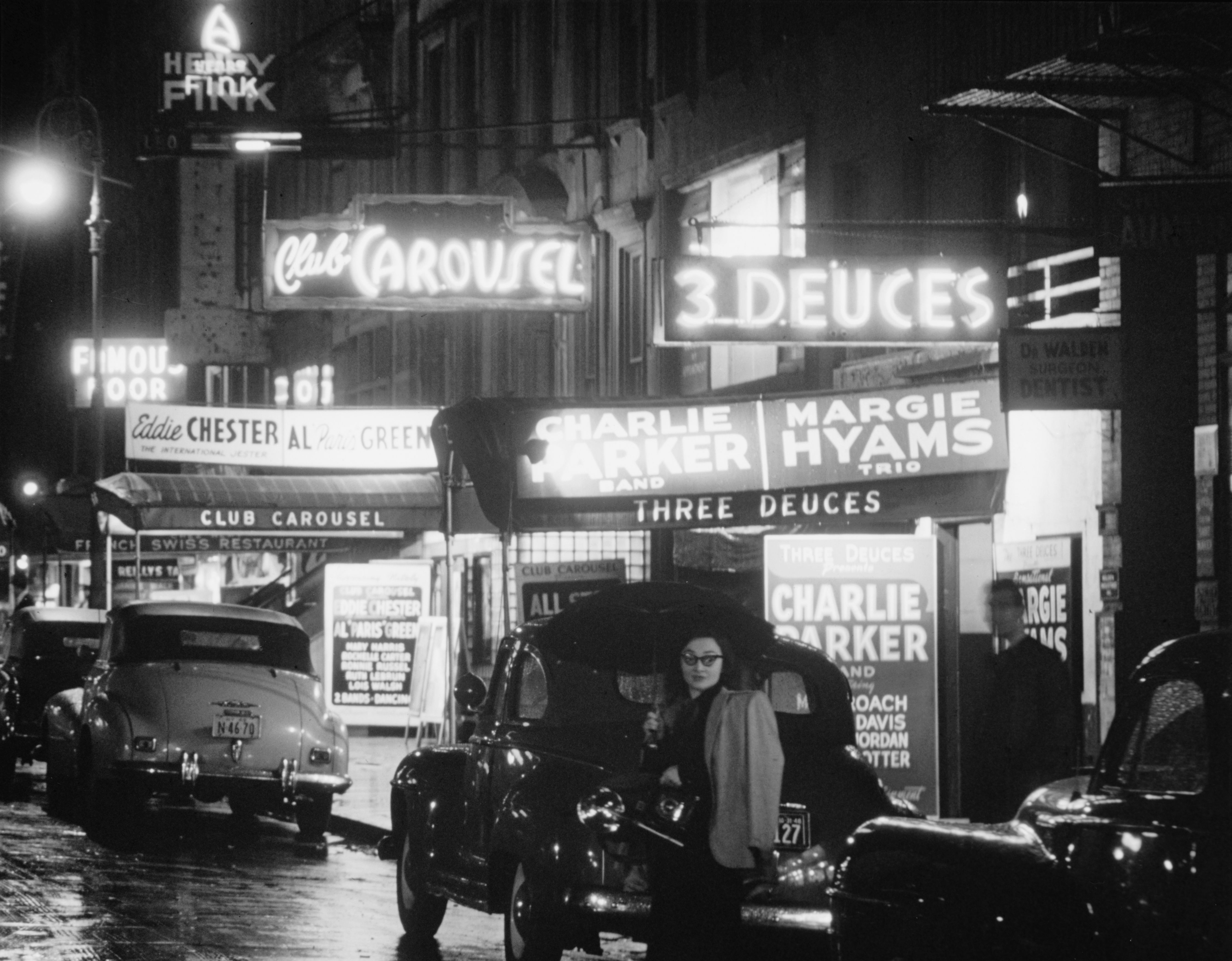
Carrer 52, Nova York, entre les avingudes 5th i 6th (ca. 1948). Anunci del Margie Hyams Trio al rètol del Three Deuces. Foto: William P. Gottlieb

Hyams va tenir el seu propi trio i quartet (1940–1944) i va tocar amb Woody Herman i Flip Phillips a mitjans dels anys quaranta. Va formar un altre trio amb guitarristes com Tal Farlow, Mundell Lowe i Billy Bauer de 1945 a 1948.
Jack Siefert, un amic de tota la vida de Woody Herman, va presentar Hyams a Herman, que ja havia trencat abans les convencions contractant una instrumentista dona el 1941, Billie Rogers, que va tocar la trompeta amb Herman fins al 1943. Hyams va ser una dels més excepcionals vibrafonistes antics alumnes de Woody, entre els quals hi havia Terry Gibbs, Red Norvo i Milt Jackson, tots d'una qualitat sorprenent.
Mentre estava amb Woody Herman, va enregistrar algunes peces amb Mary Lou Williams, que ja era una artista consagrada i respectada. Quan al 1945 va deixar la banda de Herman, va continuar fent enregistraments amb el quintet Girl Stars, de Mary Lou Williams, constituït per Mary Lou al piano, la guitarrista Mary Osborne, la baixista Bea Taylor, Bridget O'Flynn i ella mateixa, que es turnaven el vibràfon i la bateria. El 1947, en una big band dirigida per Mary Lou Williams integrada únicament per dones va participar en un gran concert al Carnegie Hall.
També va fer arranjaments i va cantar amb Charlie Ventura, a partir de 1946. Entre els anys 1949 i 1951 es va incorporar com a vibrafonista al quintet de George Shearing, amb ell al piano i juntament Chuck Wayne a la guitarra, John Levy al contrabaix i Denzil Best a la bateria.

## Família
El 6 de juny de 1950, Margie Hyams es va casar amb William G. Ericsson (1927–1978) i, des de 1951 a 1970, va tocar, ensenyar i fer arrajaments a Chicago.
El seu germà, Mark Hyams, era també un pianista de jazz que va tocar als anys trenta amb grups grans, incloent els de Will Hudson i Spud Murphy.

## Discografia
- 1945-1947: Woody Herman: The V-Disc Years Vol 1 & 2 (Hep Records)
- 1945-1946: Mary Lou Williams: Mary Lou Williams 1945-1946 (Classics)
- 1945-1947: Charlie Ventura: Charlie Ventura 1945-1947 (Classics)
- 1949-1054: George Shearing: Verve Jazz Masters (Verve Records)